# 공경희
공경희(1965년~ 서울특별시)는 대한민국의 번역가이다.
서울대학교 인문대학 영어영문과를 졸업하였으며, 명지대와 성균관대 번역자 양성 과정 강사로 출강하고 있다.
《모리와 함께한 화요일》, 《교수와 광인》, 《남자처럼 일하고 여자처럼 승리하라》, 《매디슨 카운티의 다리》, 《에스메이의 일기》, 《바이올렛 할머니의 행복한 백년》, 《천국에서 만난 다섯 사람》 등이 있으며, 지금까지 70종 이상의 책을 한국어로 번역해왔다.